# Dipodomys margaritae
Dipodomys margaritae és una espècie de mamífer rosegador de la família dels heteròmids. És endèmica de l'illa Santa Margarita (Mèxic), on té una distribució de menys de 70 km². El seu hàbitat natural són les zones sorrenques d'una vall situada al mig de l'illa. Està amenaçada pels gossos i gats ferals introduïts a Santa Margarita.